# Маріке Верворт
Маріці Верворт (нід. Marieke Vervoort; нар. 10 травня 1979, Діст — 22 жовтня 2019) — бельгійська спортсменка, легкоатлетка. Переможниця Паралімпіади-2012 у перегонах на візках (клас T52, 100 м) та срібна призерка двох паралімпіад у цьому ж класі на дистанції 200 та 400 м.
Популярна у своєму рідному місті Діст. За спортивні досягнення отримала прізвисько «звір із Діста».
Через постійну загрозу епілептичних нападів та погіршення зору вона не керує автомобілем. Має собаку лабрадора на ім'я Зенн. Її квартира увішана фотографіями і картинами, що зображають миті її перемог; шафи і полички мають кубки, медалі та пляшки шампанського. Оформила документи на евтаназію.

## Особисте життя
Маріке Верворт була відкритою лесбійкою.